# Temmo von Bocholtz
Temmo von Bocholtz (* unbekannt; † 6. April 1626) war ein römisch-katholischer Geistlicher und Domherr in Münster, Fritzlar und Paderborn.

## Leben

### Herkunft und Familie
Temmo von Bocholtz entstammte dem niederrheinischen Adelsgeschlecht von Bocholtz. Er war der Sohn des Dietrich von Bocholtz zu Störmede und dessen Gemahlin Else von Hörde. Sie war Erbtochter und brachte das Schloss Störmede mit in die 1575 geschlossene Ehe. So kamen die Bocholtz’ nach Westfalen.

### Wirken
Temmo besaß ein Kanonikat in Fritzlar und legte am 24. September 1597 eine kurfürstliche Provision auf die Dompräbende des verstorbenen Domherrn Herbord de Bar vor. Nach der Aufforderung, einen Adelsnachweis zu erbringen, wurde er am 30. Oktober 1597 auf die Geschlechter Bocholtz, Dript, Hörde und Büren aufgeschworen. In den Jahren 1605 bis 1609 gab es Verhandlungen über seinen Ausschluss von der Option einer Kurie, weil Temmo nicht in Münster, sondern in Fritzlar residiert habe. Am 15. Januar 1619 legte er ein Subdiakonszeugnis vor. Nach dem Verzicht des Domherrn Engelbert von Brabeck optierte er als Archidiakonat in Beckum. Gleichzeitig gab er die Propstei St. Ludgeri in Münster auf. Temmo war auch Domherr in Paderborn.